# Мери Бошкова
Мария (Мери) Бошкова (на македонска литературна норма: Мариjа Бошкова) е актриса от Социалистическа република Македония, доайен на югославското македонско актьорско изкуство.

## Биография
Родена е на 2 май 1924 г. в град Битоля. В периода 1945-1956 г. играе на сцената на Македонския народен театър. От 1957 до 1963 е в трупата на Народния театър в Белград. След това отново се връща в Македонския народен театър в Скопие, където е активна и след пенсионирането си през 1982 г.
Сред по-известните ѝ роли в киното са в първия македонски югославски игрален филм „Фросина“ (1952), също в „Мирно лято“(1961), „До победата и след нея“(1966), „Най-дългият път“ (1976), „Ангели на боклука“ (1995).